# ماه سیاه (مجموعه تلویزیونی)
ماه سیاه (اسپانیایی: Luna negra‎) یک تله‌نوولای عاشقانه اسپانیایی است که در سال ۲۰۰۳ منتشر شد.

## بازیگران
- لورنا برنال
- آن ایگارتیبورو
- سونیا فرر
- سیلویا تورتوسا
- ماریا لوئیسا مرلو
- کارولا بالستنا
- لوئیس فرناندس
- لوئیسا گاباسا